# Claudio Bincaz
Claudio Bincaz (ur. 10 maja 1897 w San Isidro, zm. 8 listopada 1980) – argentyński piłkarz, rugbysta i żeglarz. Podczas kariery piłkarskiej występował na pozycji napastnika. 

## Kariera klubowa
Claudio Bincaz podczas piłkarskiej kariery występował w San Isidro Buenos Aires. Z San Isidro zdobył wicemistrzostwo Argentyny w 1915.

## Kariera reprezentacyjna
Jedyny raz w reprezentacji Argentyny Bincaz wystąpił 10 lipca 1916 w zremisowanym 1-1 meczu z Brazylią, podczas pierwszych oficjalnych Mistrzostwach Ameryki Południowej. 

## Inne sporty
Bincaz oprócz piłki nożnej z powodzeniem uprawiał inne sporty. W San Isidro uprawiał rugby. Po zakończeniu kariery piłkarskiej i w rugby skupił się uprawianiu żeglarstwa. W klasie 6 metrów wystąpił na Igrzyskach Olimpijskich w Berlinie, na których zajął 4. miejsce.